# 喀里多尼亚
喀里多尼亚或加勒多尼亞（英語： /ˌkælɪˈdoʊniə/；拉丁語： [kaleːˈdonia]）是古羅馬時期的拉丁語地名，主要指現今大不列顛島上苏格兰地区，即罗马帝国不列颠尼亚行省以北的地区。

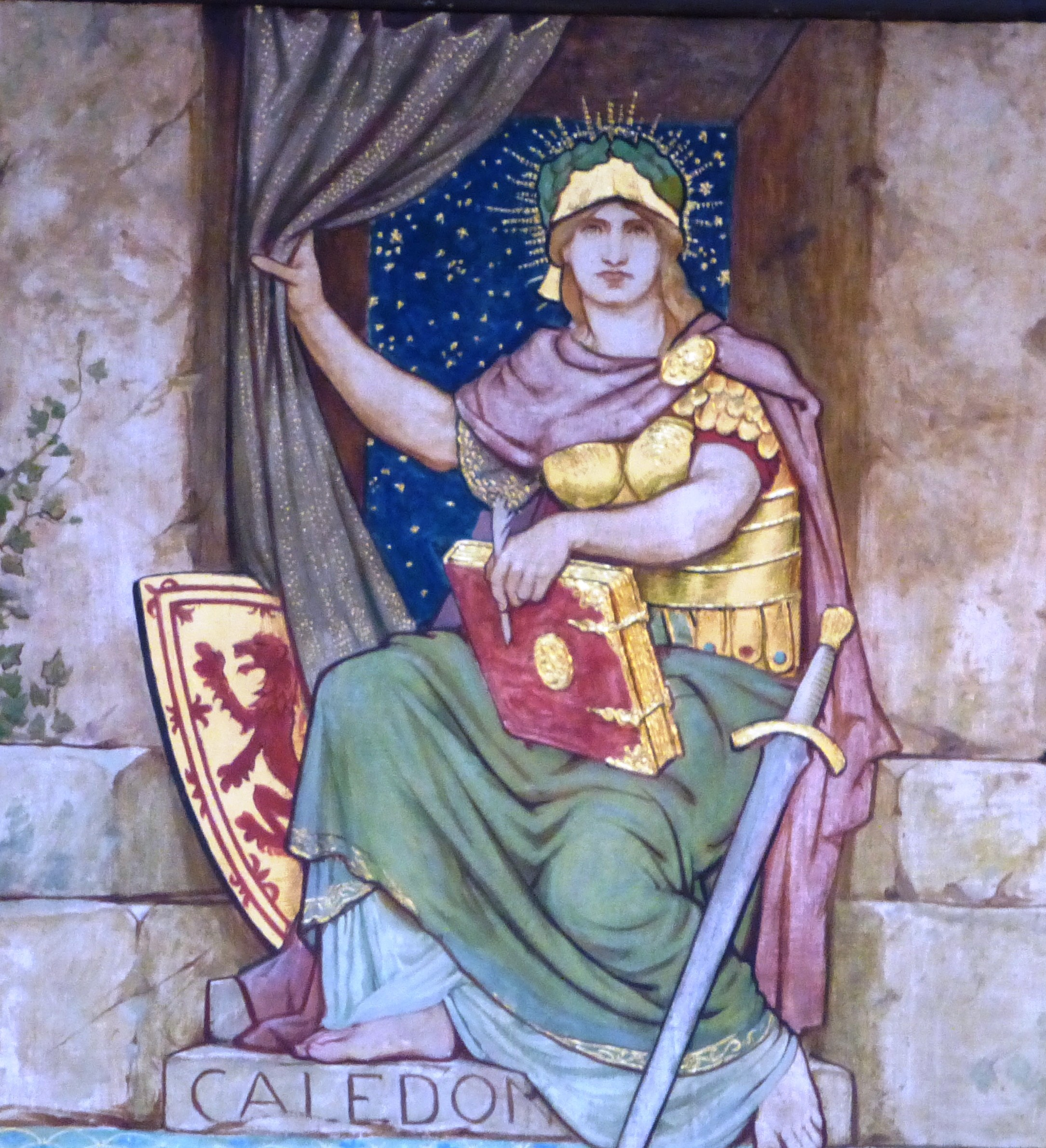
描绘喀里多尼亚的画作

喀里多尼亚人同時也被稱為皮克特人，是今天苏格兰人的祖先。
在現代英語裡，「喀里多尼亚」常作為蘇格蘭的詩體代稱。

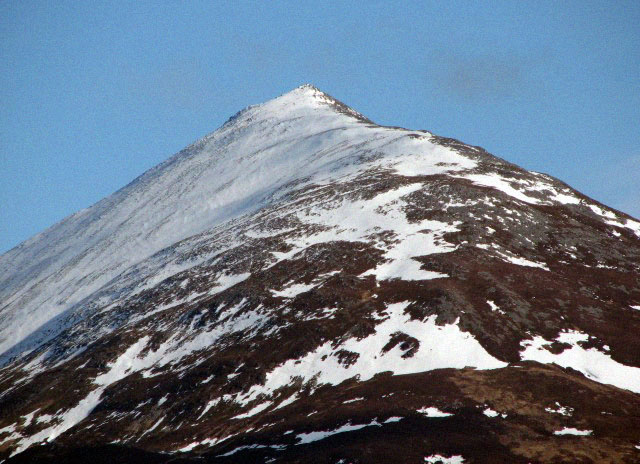
苏格兰中部希哈利恩山西北山脊

## 名称
喀里多尼亚最早的称谓可以追溯到罗马帝国时代。塔西陀、托勒密、盧坎和老普林尼等古罗马历史学家用来指代哈德良长城以北的地区，即如今的苏格兰。“喀里多尼亚（Caledonii）”是皮克特人中最有名的一支部落。
如今，喀里多尼亚在地名中有所体现。如苏格兰珀斯-金罗斯郡市镇邓凯尔德的苏格兰盖尔语名为，中文意为“喀里多尼亚人的城堡”。再比如苏格兰希哈利恩山的苏格兰盖尔语为，中文意为“喀里多尼亚仙女峰”。根据《不列顛人的歷史》一书，亚瑟王传说的第七次战斗发生在一片威尔士人叫做“Coit Celidon”的森林里。

## 词源学
“喀里多尼亚”的名称直接来源于同名部落。可能来源于原始凱爾特語词根*kal-（中文意为“坚硬的”）和*φēdo-（中文意为“脚”）。与此相似，另有学者认为该地名接近威尔士语词汇“caled”（中文意为“坚硬的”），用于指代坚硬的土地，或者艰苦劳作的人民。

## 现代用法
在現代英語裡，「喀里多尼亚」常作為蘇格蘭的詩體代稱。
在现代，“喀里多尼亚”作为商标和团体组织的名称被广泛使用。有名的范例包括格拉斯哥卡利多尼安大學，英國金獅航空和加里東鐵路。同时，加勒多尼臥舖列車是一趟往返伦敦和苏格兰的鐵路列車。苏格兰足球冠军联赛球队之一因弗内斯足球俱乐部的全名也包括喀里多尼亚。苏格兰不少民俗音樂和谣曲以此命名。

## 脚注
1. 1 2 3  Koch 2006，第332頁.
2. 1 2 3  Keay & Keay 1994，第123頁.
3. ↑  意为皮克特人的土地
4. ↑  Moffat 2005，第21-22頁.
5. ↑  Bennet 1985，第26頁.
6. ↑  Watson 2004，第21頁.
7. ↑  Lacy, Ashe & Mancoff 1997，第298頁.
8. ↑  “Caledones”和“Calīdones”两种拼写法
9. ↑  Zimmer 2006，第163–167頁.
10. ↑  Moffat 2005，第22頁.
11. ↑  英語：
12. ↑  英語：
13. ↑  英語：
14. ↑  . 苏格兰人报. 2003-10-16  [2018-10-29]. （原始内容存档于2003-12-28）.
15. ↑  . Dougiemaclean.com.   [2009-01-17]. （原始内容存档于2019-06-08）.